# Даян, Узи
Узи Даян (ивр.  עוזי דיין‎,род. в январе 1948) — генерал Армии обороны Израиля и израильский политик. С 2011 года является руководителем Мифаль ха-Пайс. Племянник генерала Моше Даяна.

## Биография
Племянник Моше Даяна, внук Шмуэля Даяна и двоюродный брат Аси Даяна, Яэль Даян и Йонатана Гефена. Его отец был убит в битве при Рамат Йоханане во время войны за независимость в апреле, через несколько месяцев после его рождения. Его мать повторно вышла замуж в 1950. Даян вырос в мошаве ха-Йогев на севере Израиля. Военную службу проходил в Сайерет Маткаль, где прослужил 15 лет. Он командовал подразделением, служил в качестве главы Центрального командования, был заместителем начальника генштаба, и возглавил Совет Национальной безопасности Израиля (2003—2005) Затем он создал партию Тафнит перед выборами в кнессет 17-го созыва, но его партия не набрала достаточное количество голосов и не была представлена в кнессете. Позже он и его партия присоединились к Ликуду в середине 2008 года.
Узи Даян учился в Еврейском университете у Роберта Аумана, где получил степень бакалавра по физике и математике. Затем в Стэнфорде, где получил степень магистра. Женат, имеет трёх детей.